# Chromaspirina parma
Chromaspirina parma är en rundmaskart som beskrevs av Ott 1972. Chromaspirina parma ingår i släktet Chromaspirina och familjen Desmodoridae. Inga underarter finns listade i Catalogue of Life.